# Virna Dias
Virna Cristine Dantes Dias, född 31 augusti 1971 i Natal, är en brasiliansk före detta volleybollspelare.
Dias blev olympisk bronsmedaljör i volleyboll vid sommarspelen 1996 i Atlanta.
| År        | Klubb                      |
| --------- | -------------------------- |
| 1985      | Bradesco RJ                |
| 1986-1990 | Lufkin EC                  |
| 1990-1991 | Speluppehåll               |
| 1991-1992 | Virtus Reggio Calabria     |
| 1992-1993 | Ribeirão Preto             |
| 1993-1994 | BCN Guarujá                |
| 1994-1995 | Minas Tênis Clube          |
| 1995-1996 | Tietê VC                   |
| 1996-1997 | Minas Tênis Clube          |
| 1997-1998 | União Esporte Clube        |
| 1998-1999 | AAA Uniban                 |
| 1999-2001 | CR Flamengo                |
| 2001-2003 | BZN/Osasco                 |
| 2003-2004 | Minas Tênis Clube          |
| 2004-2005 | Chieri Torino Volley Club  |
| 2008-2009 | Rio de Janeiro Vôlei Clube |